# Piazza Castello

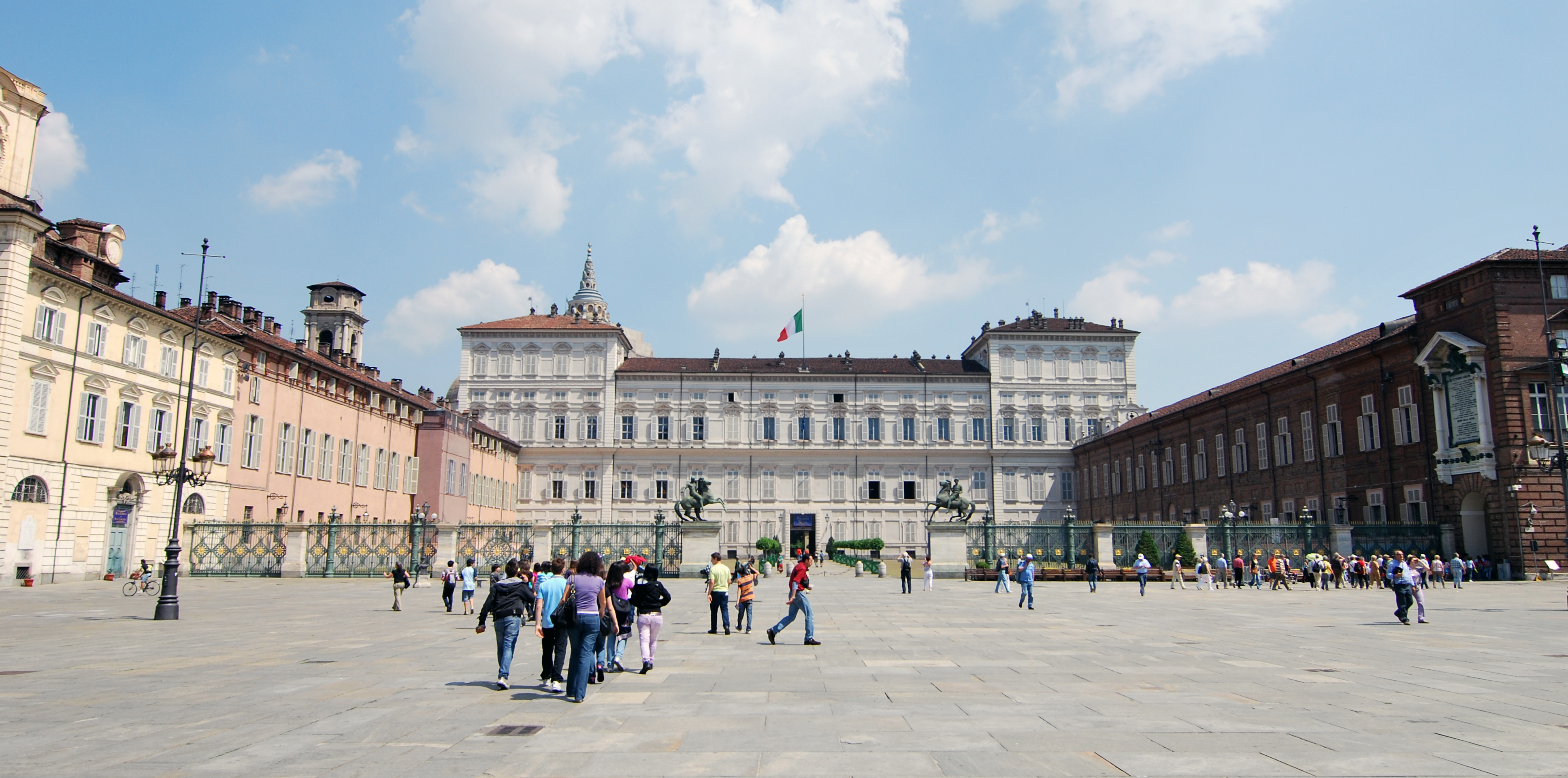
La Piazza Castello de Turín.

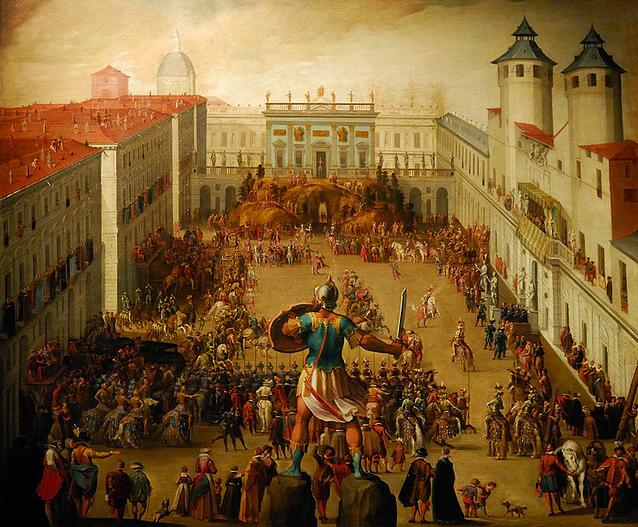
La Piazza Castello en el 1619 para la llegada de Cristina de Francia (cuadro de Antonio Tempesta).

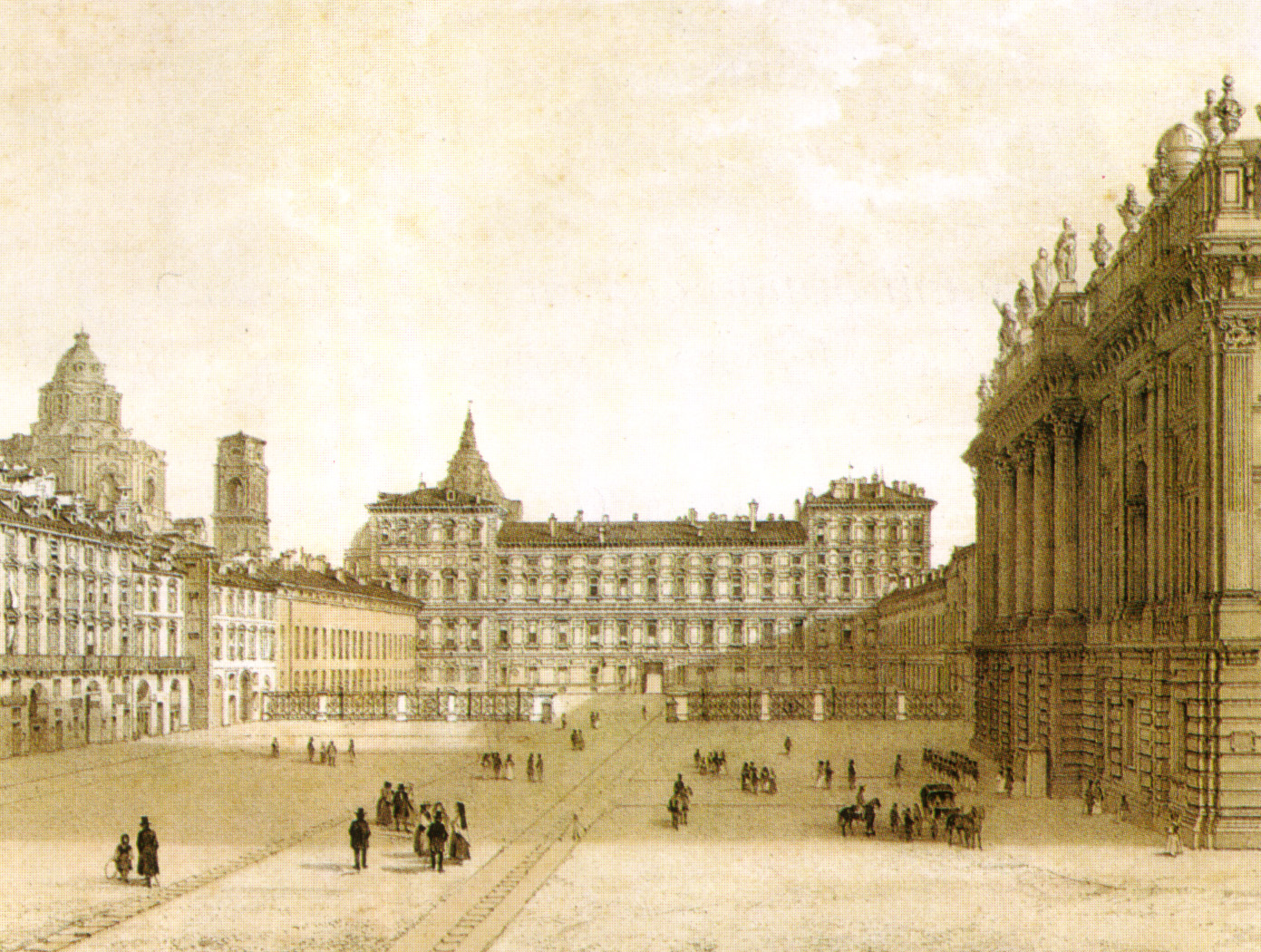
La Piazza Castello en el.

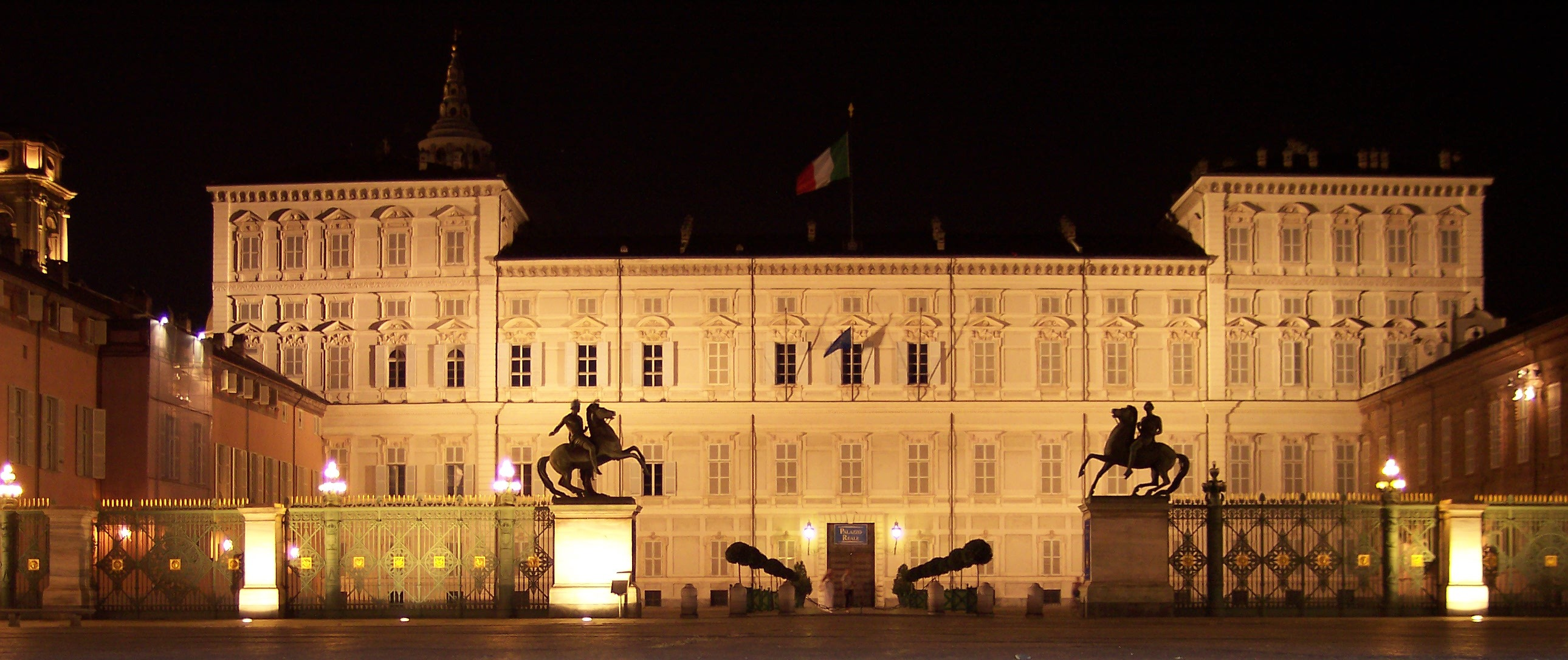
El Palazzo Reale por la noche.

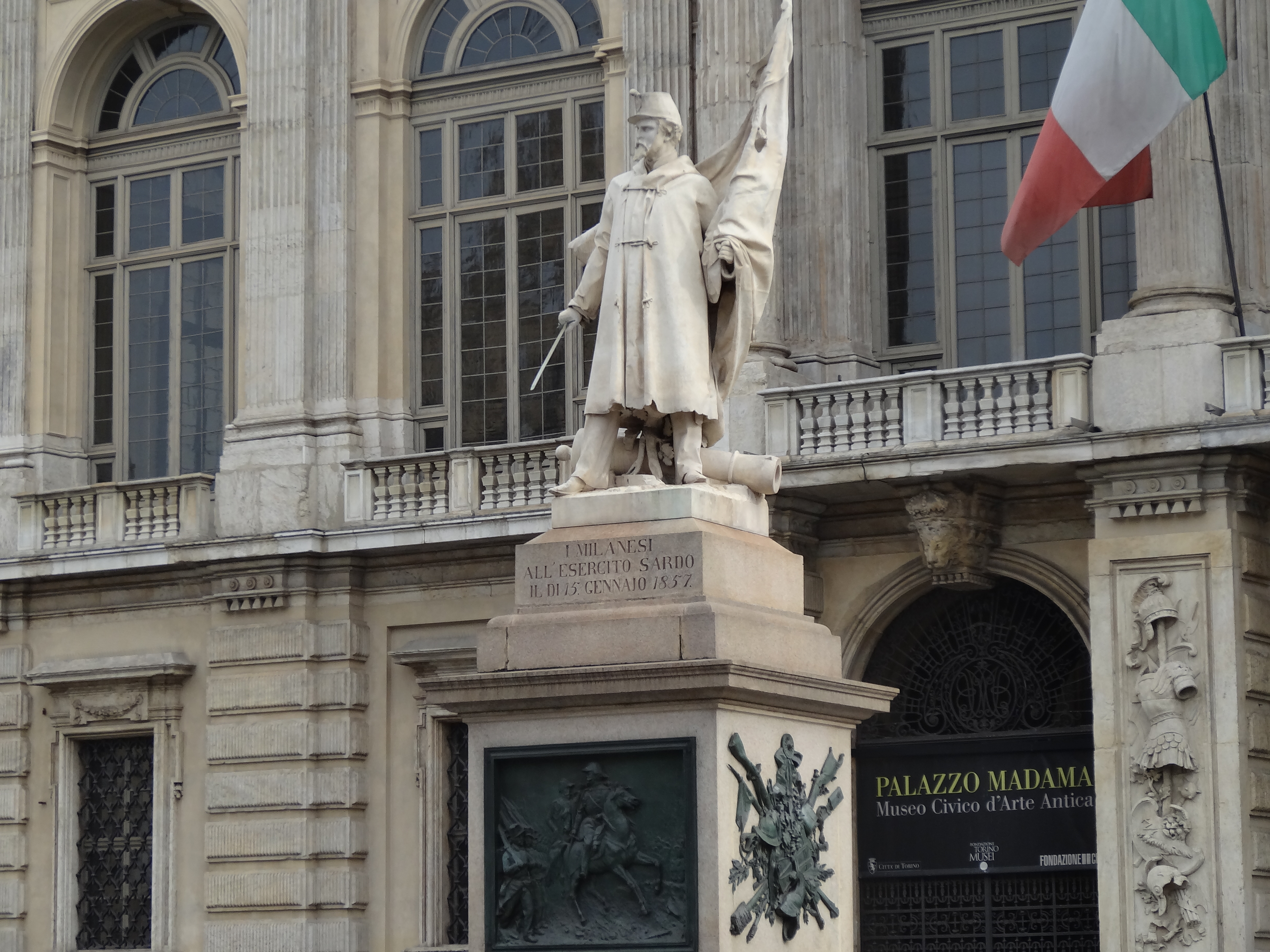
El Monumento al Alférez del Ejército Sardo; al fondo, la fachada del Palazzo Madama.

La piazza Castello es la plaza principal de Turín, Italia, corazón del centro histórico de la ciudad: aquí están situados varios palacios de la ciudad, como el Palacio Real y el Palazzo Madama. En la Piazza Castello confluyen cuatro de las principales vías del centro: via Garibaldi (peatonal), via Po, via Roma y via Pietro Micca.

## Historia
Proyectada en el 1584 por Ascanio Vitozzi, la plaza tiene una superficie de unos 40 000 metros cuadrados, que la hacen la segunda más grande de la ciudad, tras la Piazza Vittorio Veneto. Dañada en la guerra civil que ensangentó Turín entre los años 1637 y 1640, fue reconstruida por Cristina de Francia, madre de Carlos Manuel II de Saboya, futuro duque de Saboya. Hizo modernizar el antiguo Palazzo di San Giovanni, el Palacio Real, y comenzó las obras del Palazzo Madama entre 1645 y 1646.
Durante todo el siglo XVII y buena parte del XVIII la plaza estaba dividida en tres sectores distintos: la zona más antigua, en la que confluían la Via Dora Grossa, hoy Via Garibaldi, otra zona construida tras la ampliación de la ciudad hacia el río Po, por tanto hacia Via Po, y la última zona era la de la Piazzetta Reale, entonces todavía separada del resto de la plaza por un muro de ladrillo. Esta estructura, compuesta por un largo porche, era usada por los Saboya como lugar desde el que miraban las manifestaciones públicas como la exposición de la Sábana Santa. Este muro redujo la plaza pero le dio un aire majestuoso. Llamado popularmente Padiglione Reale (Pabellón Real) o Terrazza di Piazza Castello (Terraza de Piazza Castello), fue destruido en el 1811 por un incendio desarrollado durante los festejos por el nacimiento del Rey de Roma. Fue después, por deseo de Carlos Alberto, cuando se sustituyó el pabellón con una barandilla de hierro fundido, proyectada por Pelagio Palagi entre 1835 y 1842. Otra importante estructura, perdida con el tiempo, era la galería que unía el Palacio Real al Palazzo Madama, transitable en su interior por los Saboya, y usada como el lugar donde se colocaban las colecciones de arte. Esta galería fue realizada en madera, ordenada por Carlos Manuel I en el 1606 y decorada por Federico Zuccari, Nicolò Ventura, Giovanni Crosio y Guglielmo Caccia detto Moncalvo. Destruida por los incendios de 1667 y 1679 fue reconstruida por órdenes de Carlos Manuel II pero demolida finalmente por los franceses de Napoleón.
Durante la ocupación napoleónica los edificios de la plaza corrieron el riesgo de ser demolidos: alguien sugirió a los ingenieros del Emperador que destruyeran el Palacio Real y el Palazzo Madama para destinar el lugar a Campo de Marte. La suerte quiso que Napoleón considerara el proyecto una locura y se conservaran los monumentos.
En los primeros años del siglo XX atravesaban la plaza tranvías y automóviles, hasta el 2000, cuando, gracias a un amplio proyecto de renovación del centro de la ciudad, fue peatonalizada. Esta apreciable y radical reorganización de la circulación ha permitido a la plaza albergar manifestaciones importantes: en el 2005, albergó la primera etapa del Festivalbar, mientras que para los Juegos Olímpicos de Turín 2006 y los Juegos Paralímpicos de Turín 2006 se construyó un palco en el cual se premiaron a muchos atletas; para esta ocasión la plaza se renombró Medals Plaza (Plaza de las Medallas). Desde 2010 alberga el concierto final de los MTV Days.

## Edificios históricos
La Piazza Castello es el centro de Turín y, durante el período de permanencia en la ciudad de la Corte de los Saboya, fue el lugar más importante del Estado piamontés: por tanto, en ella se encuentran los edificios de mayor importancia y de mayor valor artístico.
En la plaza están situados, aparte del Palacio Real y, en el centro, el Palazzo Madama, el Teatro Regio, el Palazzo della Giunta Regionale, la Armeria Reale, el Palazzo del Governo (actualmente sede de la Prefectura), la Biblioteca Reale, el Archivio di Stato, la Iglesia de San Lorenzo, y el Palazzo Chiablese. Estos edificios, construidos a lo largo de los siglos, ofrecen una visión de la historia de Turín: por ejemplo, el Palazzo Madama, cuyo verdadero nombre es Casaforte di Casa Acaia, y se levanta sobre las ruinas de la antigua puerta romana, transformada posteriormente en castillo. El Palazzo Madama fue posteriormente la sede del Senado Subalpino.

## Monumentos
En la plaza, alrededor del Palazzo Madama, están situados tres grandes monumentos: 
- El primero es, frente a la Via Garibaldi, la escultura dedicada al Alférez del Ejército Sardo, inaugurado en abril de 1859, obra de Vincenzo Vela.
- En el lado con dirección a Via Roma, está el monumento al Caballero de Italia, obra de Pietro Canonica en el 1923.
- Finalmente, en el lado hacia Via Po, está la obra de Eugenio Baroni dedicada a Manuel Filiberto de Saboya-Aosta.

## Pórticos
Piazza Castello está rodeada en tres de sus cuatro lados por pórticos monumentales, construidos en épocas diferentes. Los situados al lado de la Via Garibaldi, los más antiguos, se construyeron según el diseño de Vitozzi; los situados en los lados de Via Po y el Jardín Real se remontan al reinado de Carlos Manuel III de Cerdeña, a la mitad del siglo XVIII. En 1830 se colocó la primera pavimentación de los soportales y, por tanto, de la plaza, que antes estaba cubierta con adoquines. 
Los pórticos occidentales se denominaron, por lo menos hasta la mitad del siglo XIX, con el apodo de Portici della Fiera (Pórticos de la Feria): en este lugar se celebraban dos importantes ferias de Turín, una con ocasión del carnaval, y la otra cerca de la Exposición de la Sábana Santa.
Con ocasión de los Juegos Olímpicos de Turín 2006, se renovaron completamente los característicos gabbiotti en el interior de las arcadas de los pórticos para albergar las variadas actividades comerciales, manteniendo las connotaciones históricas.

## Proyectos futuros
Según un proyecto aprobado recientemente por la Región de Piamonte, la plaza será afectada por las obras de la Línea 2 del metro, cuya primera fase prevé la construcción de la estación Castello.

## Galería de imágenes

### Monumentos de la plaza

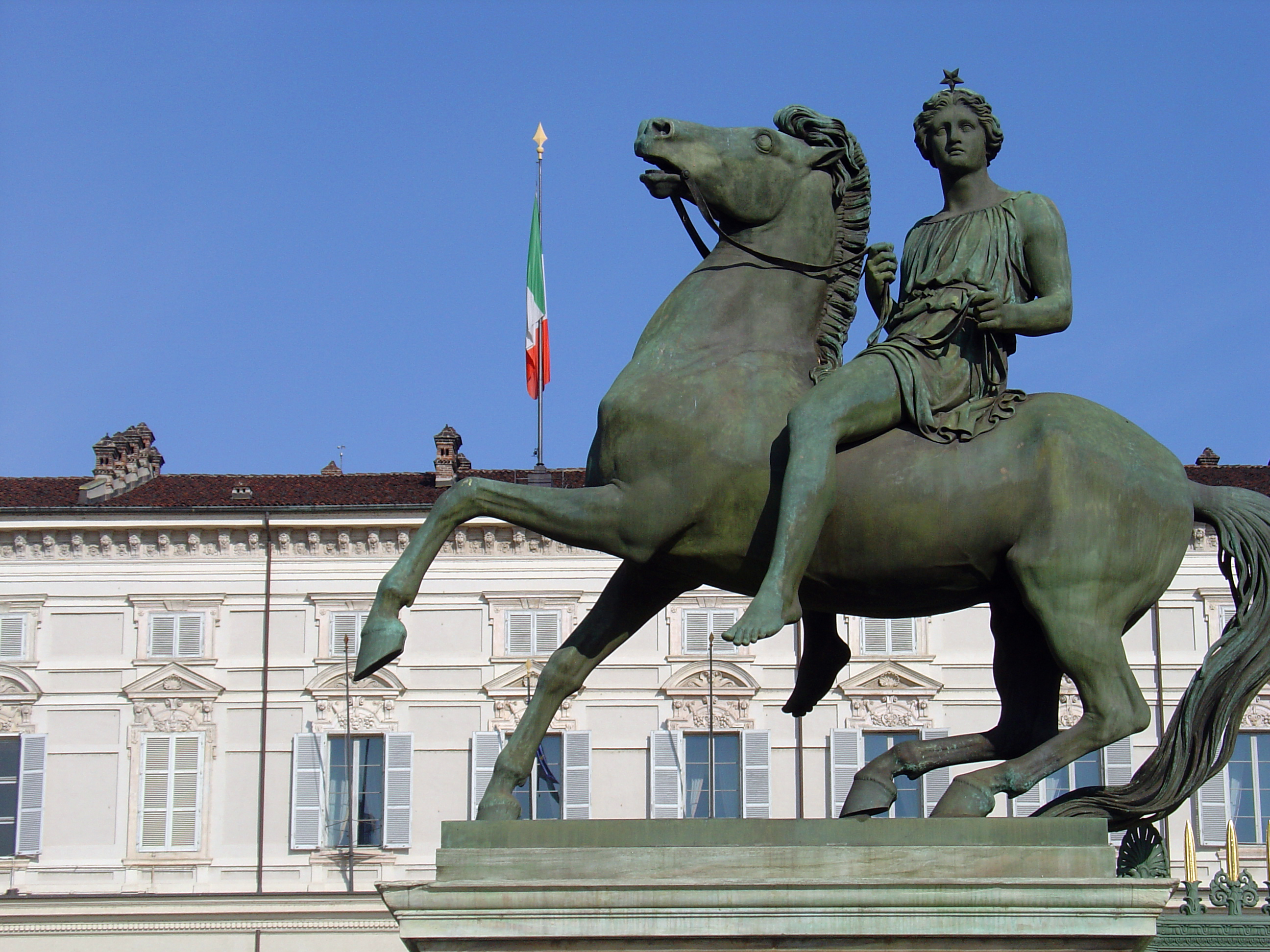
Palacio Real
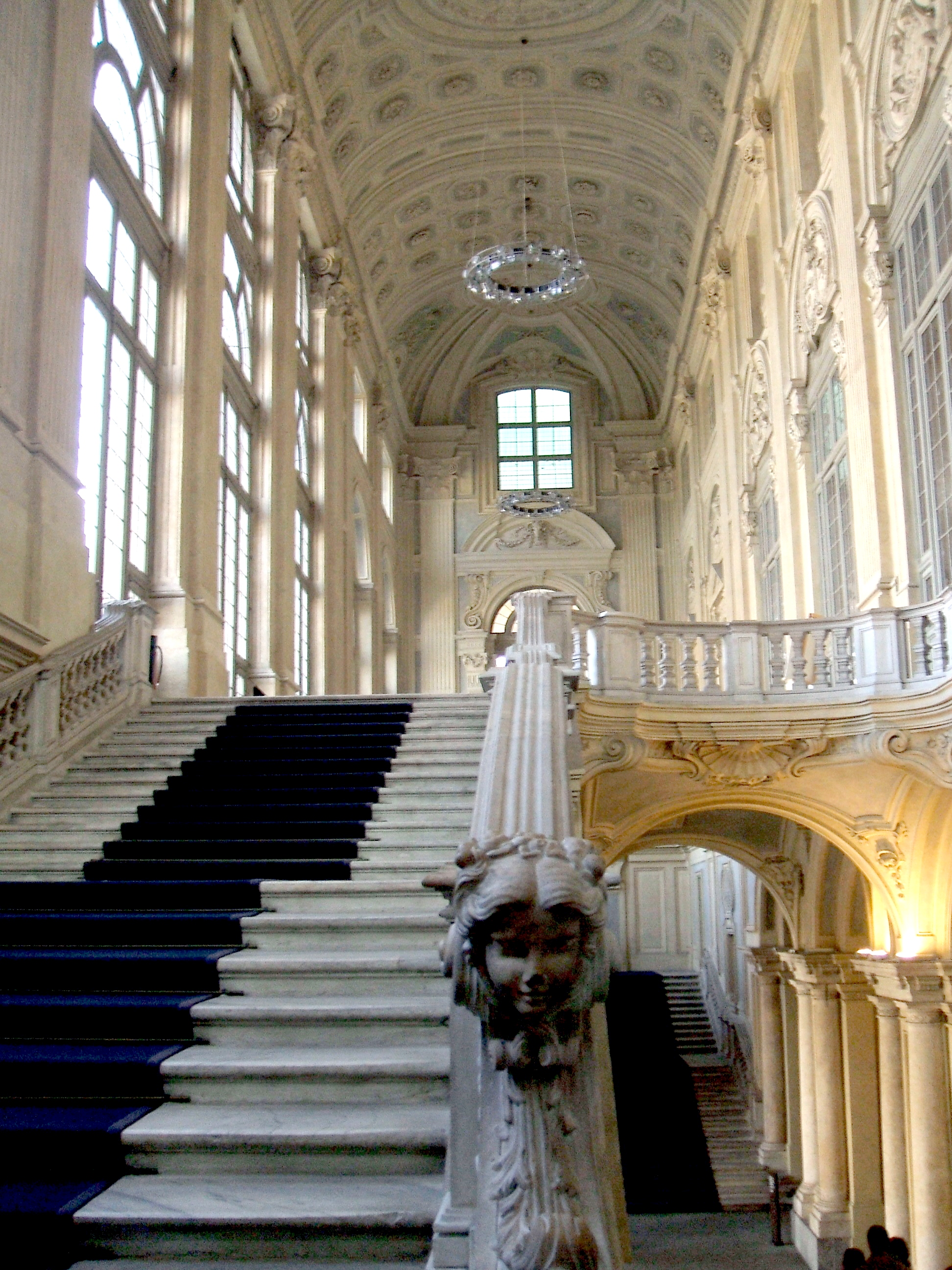
Palazzo Madama
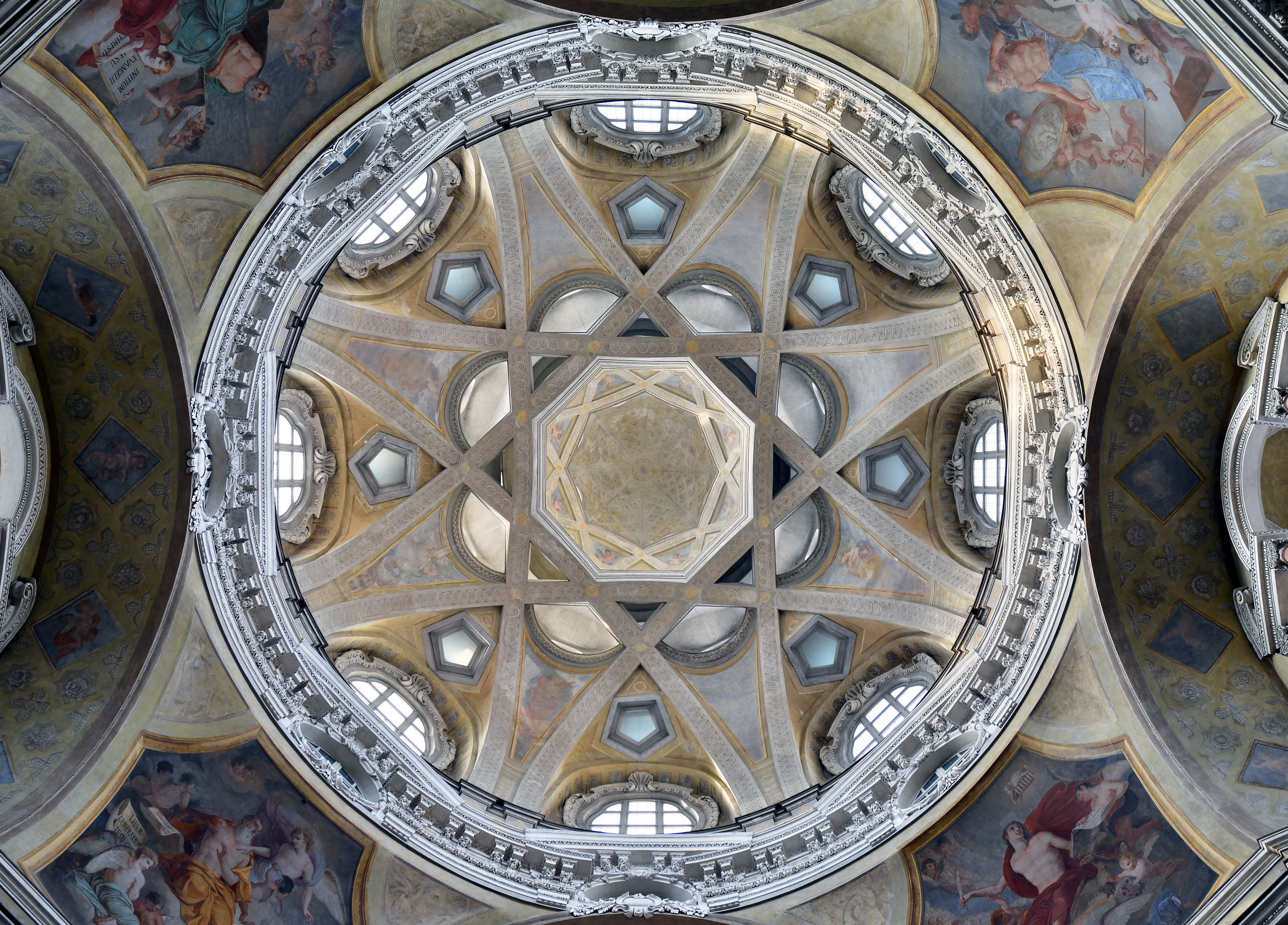
Iglesia de San Lorenzo
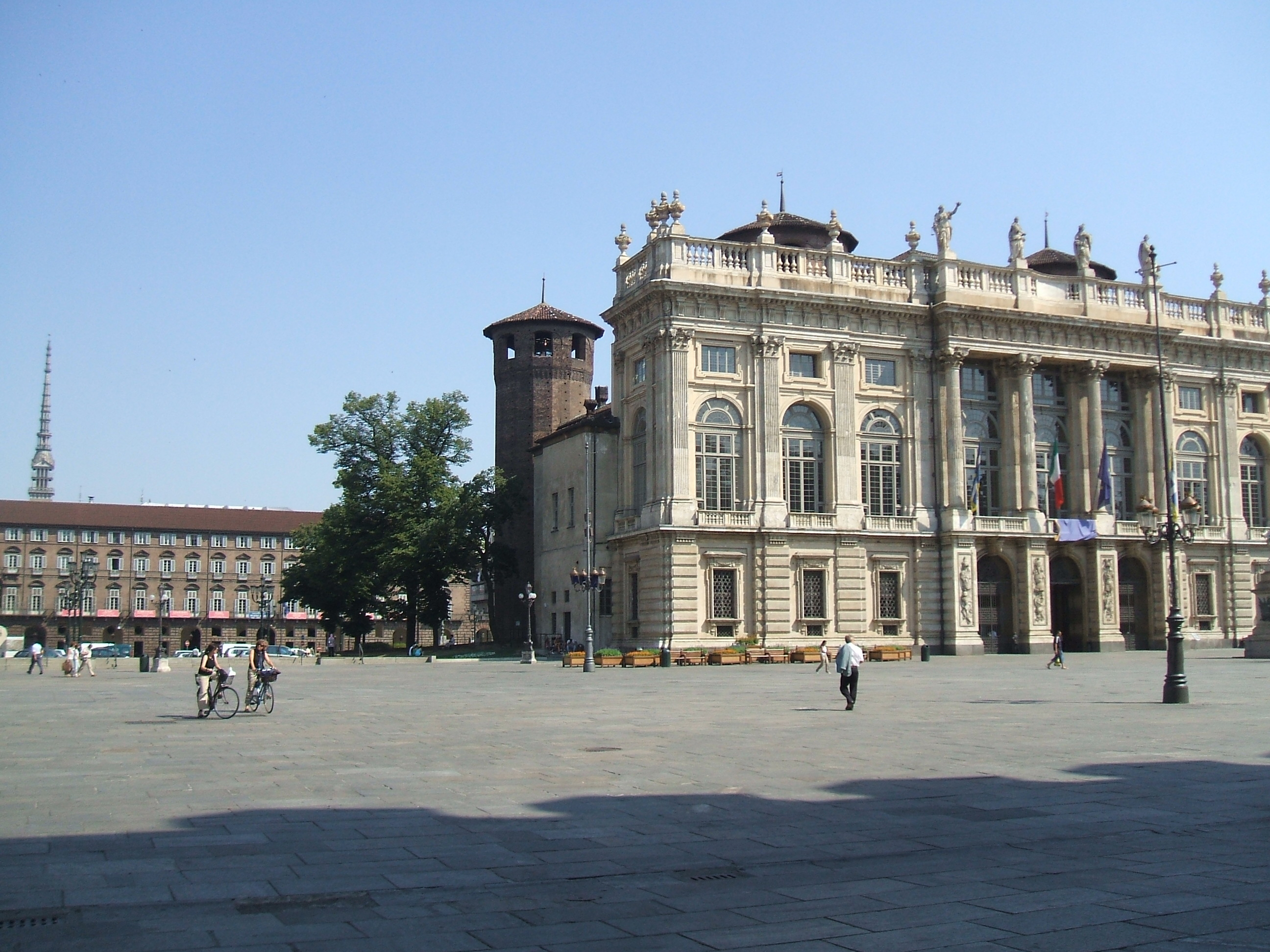
Lado izquierdo del Palacio Real